# Héricy
Héricy település Franciaországban, Seine-et-Marne megyében. Lakosainak száma 2511 fő (2022. január 1.). Héricy Samois-sur-Seine, Vulaines-sur-Seine, Champagne-sur-Seine, Féricy, Fontaine-le-Port és Machault községekkel határos.

## Népesség
A település népességének változása:
| Lakosok száma | 2527 | 2584 | 2709 | 2604 | 2572 | 2545 | 2518 | 2511 | 2511 |
|               | 2013 | 2015 | 2016 | 2017 | 2018 | 2019 | 2020 | 2021 | 2022 |